# Черкичи-Парчевичи
Представителите на фамилията Черкичи-Парчевичи са наследници на стария босненско-хърватски род Кнежевичи-Парчевичи. Началото на фамилията е поставено в Чипровци в края на XV в. Фамилията е удостоена с баронската титла през XVII в. Първоначално тя е известна като Парчевичи. Значително по-късно фамилното име е заменено с името на владетелския замък „Черки“ и към баронската титла, която получават преките наследници се прибавя Черкичи, Черкичи-Парчевичи.

## Герб
Гербът на фамилията Черкичи-Парчевичи е изграден върху френски щит, в който на синьо поле са изобразени стъпили върху зелено трихълмие два изправени на задните си крака един срещу друг сребърни короновани козела, които с предните си крака се опират в кипарисово дърво, заемащо централния вертикал на щита; цялата композиция е пресечена с червен пояс, на който са изобразени три златни шестолъчни лъчи; над щита в полупрофил надясно е поставен сребърен турнирен шлем със златна баронска корона, от която излиза нашлемник – изправен, обърнат надясно и въоръжен лъв с раздвоена опашка; от шлема надолу се спуска намет, оцветен в дясната половина в синьо-златно, а в лявата – в червено-сребърно; под герба е нарисано: „Wappen der Freiherren von Parchevich aus Hause Knezevich“.

## Представители
- Иван I Парчевич (Иван Иванов Парчевич) се счита за основоположник на фамилния род Черкичи-Парчевичи. Той е най-старият син на Гиони Парчевич и внук на Никола II Парчевич. Като първороден син той запазва фамилното име. Неговият син Михаил Парчевич е баща на Петър Михайлов Парчев.[1]
- Безспорно най-изявеният от фамилията е Петър Парчевич (Peter Freiherr von Parchevich) – крупна за времето си политическа фигура, архиепископ на Марцианопол, отдал целия си живот на освобождението на България.
- Антон (Антоний) Парчевич e между градските първенци, членове на общинския съвет на Чипровци през 1680 г. Каква е била родствената му връзка с Петър Парчевич, не е известно.[2]
- Последният известен от тази фамилия е бил Вилхелм Йохан Бапт Фрайхер Черкичи-Парчевич (Wilhelm Johann Bapt Freiherr Cserkiczy /alias Parchevich/), подполковник, командир на 53 Палфиев пехотен полк, починал в Осиек на 4 февруари 1795 г.[1]